# Радиофонија
Радиофонија (лат. radium, грч. phōnē)  је програмски конципирано обликовање аудио-садржаја, порука, комуникација и стилизованих уметничких целина везаних за тоталност аудио-изражавања на радију. То су концепције садржајних целина намењених радио-емитовању чија је основна карактеристика искључивост домена чујног простора.